# 베르 공간
일반위상수학에서 베르 공간(Baire空間, 영어: Baire space)은 가산 개의 조밀 열린집합들의 교집합이 조밀할 수 있도록, ‘충분한 수의’ 점들을 갖는 위상 공간이다.

## 정의

### 쇼케 게임
공집합이 아닌 위상 공간 {\displaystyle X}가 주어졌을 때, 다음과 같은 2인(人) 게임을 생각하자.
1. 두 선수 갑(甲)과 을(乙)이 있다.
2. 갑과 을은 수(手)를 두는 것을 반복하며, 갑이 먼저 수를 둔다. 여기서, 수를 둔다는 것은 공집합이 아닌 열린집합 {\displaystyle U\subseteq X}를 고르는 것이다. 수들을 {\displaystyle (U_{0},U_{1},U_{2},\dots )}라고 하자. (즉, 갑은 {\displaystyle U_{0},U_{2},U_{4},\dots }를 두고, 을은 {\displaystyle U_{1},U_{3},U_{5},\dots }를 둔다.) 각 선수는 이전에 놓인 모든 수(手)들을 알고 있으며, 또한 {\displaystyle U_{0}\supseteq U_{1}\supseteq U_{2}\supseteq \cdots }이어야 한다.
3. 만약 {\displaystyle U_{0}\cap U_{1}\cap \cdots =\varnothing }라면 갑이 이기며, 아니라면 을이 이긴다.

이를 쇼케 게임(영어: Choquet game) {\displaystyle \operatorname {Choq} (X)}이라고 한다.:43, Definition 8.10:39–40, §1:234, §4
공집합이 아닌 위상 공간 {\displaystyle X}가 주어졌을 때, 다음과 같은 2인(人) 게임을 생각하자.
1. 두 선수 갑(甲)과 을(乙)이 있다.
2. 갑과 을은 수(手)를 두는 것을 반복하며, 갑이 먼저 수를 둔다. 여기서, 수를 둔다는 것은 열린집합과 그 속의 점의 순서쌍 {\displaystyle (U,x)}를 고르는 것이다. 수들을 {\displaystyle ((U_{0},x_{0}),(U_{1},x_{1}),(U_{2},x_{2}),(U_{3},x_{3}),\dots )}라고 하자. (즉, 갑은 {\displaystyle (U_{0},x_{0}),(U_{2},x_{2}),(U_{4},x_{4}),\dots }를 두고, 을은 {\displaystyle (U_{1},x_{1}),(U_{3},x_{3}),(U_{5},x_{5}),\dots }를 둔다.) 각 선수는 이전에 놓인 모든 수(手)들을 알고 있으며, 또한 {\displaystyle U_{0}\supseteq U_{1}\supseteq U_{2}\supseteq \cdots }이며 {\displaystyle x_{0}=x_{1}\land x_{2}=x_{3}\land \cdots }이어야 한다.
3. 만약 {\displaystyle U_{0}\cap U_{1}\cap \cdots =\varnothing }라면 갑이 이기며, 아니라면 을이 이긴다.

이를 강한 쇼케 게임(영어: strong Choquet game) {\displaystyle \operatorname {StrChoq} (X)}이라고 한다.

### 베르 공간과 쇼케 공간
위상 공간 {\displaystyle X}에 대하여, 다음 조건들은 서로 동치이며, 이를 만족시키는 위상 공간을  베르 공간이라고 한다.
- ㈀ 내부가 공집합인, 임의의 가산 개의 닫힌집합들의 합집합의 내부는 항상 공집합이다.
- ㈁ 임의의 가산 개의 조밀 열린집합들의 교집합은 조밀 집합이다.[1]:41, Proposition 8.1(iii)
- ㈂ 제1 범주 열린집합은 공집합 밖에 없다.[1]:41, Proposition 8.1(i)
- ㈃ 모든 제1 범주 집합의 여집합이 조밀 집합이다.[1]:41, Proposition 8.1(ii)
- ㈄ 공집합이거나, 또는 쇼케 게임 {\displaystyle \operatorname {Choq} (X)}에서, 갑이 필승 전략을 갖지 않는다.[1]:43, Theorem 8.11[2]:41, Theorem 1

증명:
조건 ㈀ ⇒ 조건 ㈂: {\displaystyle X}가 조건 ㈀을 만족시키며, {\displaystyle S\subseteq X}가 제1 범주 열린집합이라고 하자. {\displaystyle \textstyle S=\bigcup _{i=0}^{\infty }S_{i}}이며, {\displaystyle S_{i}}가 조밀한 곳이 없는 집합이라고 하자. 그렇다면 {\displaystyle \textstyle \varnothing =\operatorname {int} \left(\bigcup _{i=0}^{\infty }\operatorname {cl} S_{i}\right)\supseteq \operatorname {int} S=S}이다.
조건 ㈂ ⇒ 조건 ㈃: {\displaystyle X}가 조건 ㈀을 만족시키며, {\displaystyle S\subseteq X}가 제1 범주 집합이라고 하자. 그렇다면, {\displaystyle \operatorname {int} S}는 제1 범주 열린집합이다. 따라서, {\displaystyle \varnothing =\operatorname {int} S=\operatorname {cl} X\setminus S}이다. 따라서 {\displaystyle X\setminus S}는 조밀 집합이다.
조건 ㈃ ⇒ 조건 ㈁: {\displaystyle X}가 조건 ㈃을 만족시키며, {\displaystyle (U_{i})_{i=0}^{\infty }}가 조밀 열린집합들의 열이라고 하자. 그렇다면, {\displaystyle \textstyle S=\bigcup _{i=0}^{\infty }X\setminus U_{i}}는 제1 범주 집합이다. 따라서, {\displaystyle \textstyle X\setminus S=\bigcap _{i=0}^{\infty }U_{i}}는 조밀 집합이다.
조건 ㈁ ⇒ 조건 ㈄: 쇼케 게임 {\displaystyle \operatorname {Choq} (X)}의 합법적인 수들로 구성된 나무를 {\displaystyle T}로 쓰자. {\displaystyle \operatorname {Choq} (X)}에서 갑의 필승 전략 {\displaystyle \sigma }가 주어졌다고 하자. 즉, {\displaystyle \sigma }는 함수이며, 다음 두 조건을 만족시킨다.
- 만약 {\displaystyle (\sigma (),U_{1},\sigma (U_{1}),U_{3},\sigma (U_{1},U_{3}),U_{5},\dots ,U_{2i-1})\in T}라면, {\displaystyle (\sigma (),U_{1},\sigma (U_{1}),U_{3},\sigma (U_{1},U_{3}),U_{5},\dots ,U_{2i-1},\sigma (U_{1},U_{3},\dots ,U_{2i-1}))\in T}
- 만약 {\displaystyle (\sigma (),U_{1},\sigma (U_{1}),U_{3},\sigma (U_{1},U_{3}),U_{5},\dots )}가 {\displaystyle T}의 극대 사슬이라면, {\displaystyle \sigma ()\cap U_{1}\cap \sigma (U_{1})\cap U_{3}\cap \sigma (U_{1},U_{3})\cap U_{5}\cap \dots =\varnothing }

그렇다면, {\displaystyle \sigma ()}에서 조건 ㈁이 거짓임을 보이면 족하다.
{\displaystyle T'=\{(U_{1},U_{3},\dots ,U_{2i-1})\colon (\sigma (),U_{1},\sigma (U_{1}),U_{3},\sigma (U_{1},U_{3}),U_{5},\dots ,U_{2i-1})\in T\}}
라고 쓰자. 초른 보조정리에 따라, 임의의 {\displaystyle {\vec {U}}=(U_{1},U_{3},\dots ,U_{2i-1})\in T'}에 대하여, {\displaystyle {\mathcal {U}}({\vec {U}})}가 다음 두 조건을 만족시키는 극대 집합족이라고 하자.
- 임의의 {\displaystyle U_{2i+1}\in {\mathcal {U}}({\vec {U}})}에 대하여, {\displaystyle (U_{1},U_{3},\dots ,U_{2i+1})\in T'}
- {\displaystyle \{\sigma (U_{1},U_{3},\dots ,U_{2i+1})\colon U_{2i+1}\in {\mathcal {U}}({\vec {U}})\}}는 서로소 집합들의 집합이다.

그렇다면, {\displaystyle \textstyle \bigcup _{U_{2i+1}\in {\mathcal {U}}({\vec {U}})}\sigma (U_{1},U_{3},\dots ,U_{2i+1})}은 {\displaystyle \sigma (U_{1},U_{3},\dots ,U_{2i-1})}의 조밀 집합이다. (만약 {\displaystyle V}가 {\displaystyle \sigma (U_{1},U_{3},\dots ,U_{2i-1})}의 공집합이 아닌 열린집합이며, {\displaystyle \textstyle \bigcup _{U_{2i+1}\in {\mathcal {U}}({\vec {U}})}\sigma (U_{1},U_{3},\dots ,U_{2i+1})}와 서로소라면, {\displaystyle {\mathcal {U}}({\vec {U}})\cup \{V\}}가 위 두 조건을 만족시키므로, 모순이다.) 이제,
{\displaystyle T''=\{(U_{1},U_{3},\dots ,U_{2i-1})\in T'\colon \forall j\colon U_{2j-1}\in {\mathcal {U}}((U_{1},U_{3},\dots ,U_{2j-3}))\}}
{\displaystyle W_{i}=\bigcup _{(U_{1},U_{3},\dots ,U_{2i-1})\in T''}\sigma (U_{1},U_{3},\dots ,U_{2i-1})}
라고 하자. 그렇다면, 각 {\displaystyle W_{i}}는 {\displaystyle W_{i-1}}의 조밀 집합이다. 따라서, 각 {\displaystyle W_{i}}는 {\displaystyle W_{0}=\sigma ()}의 조밀 열린집합이다. 따라서, {\displaystyle \textstyle \bigcap _{i\in \mathbb {N} }W_{i}=\varnothing }을 보이면 족하다. 귀류법을 사용하여, {\displaystyle \textstyle x\in \bigcap _{i\in \mathbb {N} }W_{i}}라고 가정하자. 그렇다면, 나무 {\displaystyle T''}에서, 각 {\displaystyle i\in \mathbb {N} }에 대하여 {\displaystyle x\in \sigma (U_{1},U_{3},\dots ,U_{2i-1})}인 극대 사슬 {\displaystyle (U_{1},U_{3},U_{5},\dots )}을 취할 수 있다. 이 경우 {\displaystyle x\in \sigma ()\cap \sigma (U_{1})\cap \sigma (U_{1},U_{3})\cap \cdots }이며, 이는 {\displaystyle \sigma }가 갑의 필승 전략인 것과 모순이다.
조건 ㈄ ⇒ 조건 ㈀: {\displaystyle (F_{i})_{i=0}^{\infty }}가 내부가 공집합인, {\displaystyle X}의 닫힌집합들의 열이지만, {\displaystyle \textstyle S=\bigcup _{i=0}^{\infty }F_{i}}의 내부가 공집합이 아니라고 하자. 그렇다면, 쇼케 게임 {\displaystyle \operatorname {Choq} (X)}에서 갑의 필승 전략을 찾으면 족하다. 지금까지 둔 수가 {\displaystyle (U_{0},U_{1},\dots ,U_{2i-1})}일 때, 갑이 {\displaystyle U_{2i}=(\operatorname {int} S\cap U_{0}\cap \cdots \cap U_{2i-1})\setminus F_{i}}를 두는 갑의 전략을 생각하자. ({\displaystyle F_{i}}의 내부가 공집합이므로, 반드시 {\displaystyle U_{2i}\neq \varnothing }이다.) 그렇다면, {\displaystyle U_{2i-1}\subseteq \operatorname {int} S\setminus (F_{0}\cup F_{1}\cup \cdots \cup F_{i})}이므로, {\displaystyle U_{0}\cap U_{1}\cap U_{2}\cap \cdots =\varnothing }이다. 즉, 이는 갑의 필승 전략이다.
위상 공간 {\displaystyle X}가 공집합이거나, 또는 그 쇼케 게임에서 을이 필승 전략을 갖는다면, {\displaystyle X}를 쇼케 공간(Choquet空間, 영어: Choquet space)이라고 한다.:Definition 8.12 위상 공간 {\displaystyle X}가 공집합이거나, 또는 그 강한 쇼케 게임에서 을이 필승 전략을 갖는다면, {\displaystyle X}를 강한 쇼케 공간(Choquet空間, 영어: strong Choquet space)이라고 한다. 따라서, 모든 쇼케 공간은 베르 공간이며, 모든 강한 쇼케 공간은 쇼케 공간이나, 그 역은 성립하지 않는다. 즉, 공집합이 아닌 위상 공간들은 그 쇼케 게임의 성질에 따라서 다음과 같이 세 종류로 분류된다.
| 쇼케 게임의 성질 | 갑이 필승 전략을 가짐 | 갑·을 아무도 필승 전략을 갖지 못함 | 을이 필승 전략을 가짐 |
| 위상 공간의 성질 | 베르 공간이 아닌 공간 | 쇼케 공간이 아닌 베르 공간         | 쇼케 공간             |

## 성질
베르 공간의 공집합이 아닌 열린집합은 제1 범주 집합이 아니다. 특히, 공집합이 아닌 베르 공간의 제1 범주 집합의 여집합은 공집합이 아니다.

### 함의 관계
베르 범주 정리(Baire範疇定理, 영어: Baire category theorem)는 어떤 위상 공간이 베르 공간이 될 충분조건을 제시하는 두 개의 정리를 일컫는다.:415–417
- (제1 베르 범주 정리) 완비 거리화 가능 공간은 베르 공간이다.[5]:296[6]:97[7]:345[1]:41, Theorem 8.4[8]:57, Theorem I.17.1
- (제2 베르 범주 정리) 국소 콤팩트 하우스도르프 공간은 베르 공간이다.[9]:234[1]:41, Theorem 8.4[8]:57, Theorem I.17.1

제1 베르 범주 정리를 증명하기 위해서는 의존적 선택 공리가 필요하다.
사실, 모든 완비 거리화 가능 공간과 모든 국소 콤팩트 차분한 공간:12, Proposition 9.1은 강한 쇼케 공간이다. (“국소 콤팩트 차분한 공간”에서, “국소 콤팩트”는 모든 점이 콤팩트 국소 기저를 갖는 조건을 일컫는다.) 즉, 다음이 성립한다.
|                               |   | 완비 거리화 가능 공간   |   |                |   |           |   |           |
|                               |   |                         | ⇘ |                |   |           |   |           |
|                               |   |                         |   | 강한 쇼케 공간 | ⇒ | 쇼케 공간 | ⇒ | 베르 공간 |
|                               |   |                         | ⇗ |                |   |           |   |           |
| 국소 콤팩트 하우스도르프 공간 | ⇒ | 국소 콤팩트 차분한 공간 |   |                |   |           |   |           |

증명 (국소 콤팩트 차분한 공간은 강한 쇼케 공간):
국소 콤팩트 차분한 공간 {\displaystyle X}의 쇼케 게임을 생각하자. 갑이 둔 수가 {\displaystyle (U,x)}일 때,
{\displaystyle x\in V\subseteq K\subseteq U}
인 콤팩트 포화 집합 {\displaystyle K}와 열린집합 {\displaystyle V}를 찾을 수 있다. 이 경우 을이 {\displaystyle (V,x)}를 수로 둔다고 하자. 을이 이러한 전략을 취했을 때, 갑과 을이 둔 수들의 교집합은 어떤 콤팩트 포화 집합의 하강 열의 교집합과 같다. 차분한 공간에 대한 칸토어 교점 정리에 의하여, 이는 공집합이 아니다. 즉, 이 전략은 을의 필승 전략이다.

### 연산에 대한 닫힘
베르 공간의 임의의 열린집합은 베르 공간이다.:297:41, Proposition 8.3 마찬가지로, 쇼케 공간의 열린집합은 쇼케 공간이다.:44, Exercise 8.13 그러나 베르 공간의 닫힌집합은 베르 공간이 아닐 수 있다.
증명 (베르 공간의 열린집합은 베르 공간):
{\displaystyle X}가 베르 공간이며 {\displaystyle U\subseteq X}가 열린집합이며, {\displaystyle (U_{i})_{i\in \mathbb {N} }}이 {\displaystyle U}의 조밀 열린집합의 열이라고 하자. 그 교집합이 {\displaystyle U}의 조밀 집합임을 보이면 족하다.
{\displaystyle (U_{i}\cup (X\setminus \operatorname {cl} U))_{i\in \mathbb {N} }}은 {\displaystyle X}의 조밀 열린집합의 열이다. (이는
{\displaystyle \operatorname {cl} (U_{i}\cup (X\setminus \operatorname {cl} U))=\operatorname {cl} U_{i}\cup \operatorname {cl} (X\setminus \operatorname {cl} U)=\operatorname {cl} \operatorname {cl} U_{i}\cup \operatorname {cl} (X\setminus \operatorname {cl} U)\supseteq \operatorname {cl} U\cup (X\setminus \operatorname {cl} U)=X}
이기 때문이다.) 따라서 그 교집합
{\displaystyle \bigcap _{i\in \mathbb {N} }U_{i}\cup X\setminus \operatorname {cl} U}
은 {\displaystyle X}의 조밀 집합이다. 따라서
{\displaystyle \bigcap _{i\in \mathbb {N} }U_{i}}
는 {\displaystyle U}의 조밀 집합이다 ({\displaystyle \operatorname {cl} (X\setminus \operatorname {cl} U)\subseteq X\setminus U}).
베르 공간 조건은 국소적이다. 즉, 위상 공간 X의 모든 점들이 베르 근방을 가질 때 X도 베르 공간이 된다.:299
베르 공간들의 곱공간은 베르 공간이 아닐 수 있다. 그러나 쇼케 공간들의 곱공간은 항상 쇼케 공간이다.:44, Exercise 8.13
{\displaystyle X}가 베르 공간, {\displaystyle Y}가 거리화 가능 공간이라 하자. 이때 연속 함수들의 열 {\displaystyle f_{i}\colon X\to Y}({\displaystyle i\in \mathbb {N} })이 어떤 함수 {\displaystyle f\colon X\to Y}로 점별 수렴한다면, {\displaystyle f}가 연속 함수인 점들의 집합은 {\displaystyle X}의 조밀 집합이다.:297

## 예
공집합은 (자명하게) 베르 공간이다.
무리수 집합은 베르 공간이다.:299
모든 하우스도르프 국소 유클리드 공간은 (국소 콤팩트 공간이므로) 베르 공간이다.
모든 폴란드 공간은 (완비 거리화 가능 공간이므로) 베르 공간이다.

### 연속 함수 공간
연속 함수의 집합 {\displaystyle {\mathcal {C}}([0,1],\mathbb {R} )} 위에 거리 함수 {\displaystyle \textstyle d(f,g)=\sup _{x\in [0,1]}\{|f(x)-g(x)|\}}를 주면, 이는 완비 거리 공간이며, 따라서 베르 공간이다.
적어도 한 점에서 미분 가능한 {\displaystyle [0,1]\to \mathbb {R} } 연속 함수의 집합은 {\displaystyle {\mathcal {C}}([0,1],\mathbb {R} )} 안에서 제1 범주 집합임을 보일 수 있다. 따라서, 그 여집합은 공집합이 아니다. 이는 어떤 점에서도 미분 가능하지 않은 함수의 예이다.:238–240

### 유리수에서만 연속인 함수의 부재
실수선 {\displaystyle \mathbb {R} }는 완비 거리 공간이자 국소 콤팩트 하우스도르프 공간이며, 따라서 베르 공간이다.
{\displaystyle A\subseteq \mathbb {R} }가 조밀 집합이며, 함수 {\displaystyle f\colon \mathbb {R} \to \mathbb {R} }가 {\displaystyle A}에서 연속 함수라고 하자. 이 경우, {\displaystyle f}가 연속이 아닌 실수들의 집합은 제1 범주 집합이다. 무리수의 집합은 제1 범주 집합이 아니므로, 유리수에서만 연속인 함수는 존재하지 않는다.:237–238

### 극대 원소 집합
연속 dcpo {\displaystyle (X,\leq )} 위에 스콧 위상을 부여하였을 때, 그 극대 원소의 집합 {\displaystyle \max X}는 강한 쇼케 공간이며, 특히 베르 공간이다.:182, Theorem 5.1

## 역사
실수선 위의 베르 범주 정리는 미국의 수학자 윌리엄 포그 오스굿(영어: William Fogg Osgood, 1864~1943)이 1896년 8월에 최초로 발표하였다.
이후 이와 독자적으로 프랑스의 수학자 르네루이 베르가 1899년 박사 학위 논문에서 유클리드 공간에서의 베르 범주 정리와 제1 범주 집합의 개념을 도입하였다.
쇼케 게임은 귀스타브 쇼케(프랑스어: Gustave Choquet, 1915~2006)가 1958년에 도입하였다.